# Сарыколь (Жангалинский район)
Сарыколь (каз. Сарыкөл, до 1993 г. — Факеево) — село в Жангалинском районе Западно-Казахстанской области Казахстана. Входит в состав Жанажолского сельского округа. Код КАТО — 274035400.
Село расположено в низовьях реки Большой Узень.

## Население
В 1999 году население села составляло 497 человек (239 мужчин и 258 женщин). По данным переписи 2009 года, в селе проживали 553 человека (278 мужчин и 275 женщин).